# Mirinda

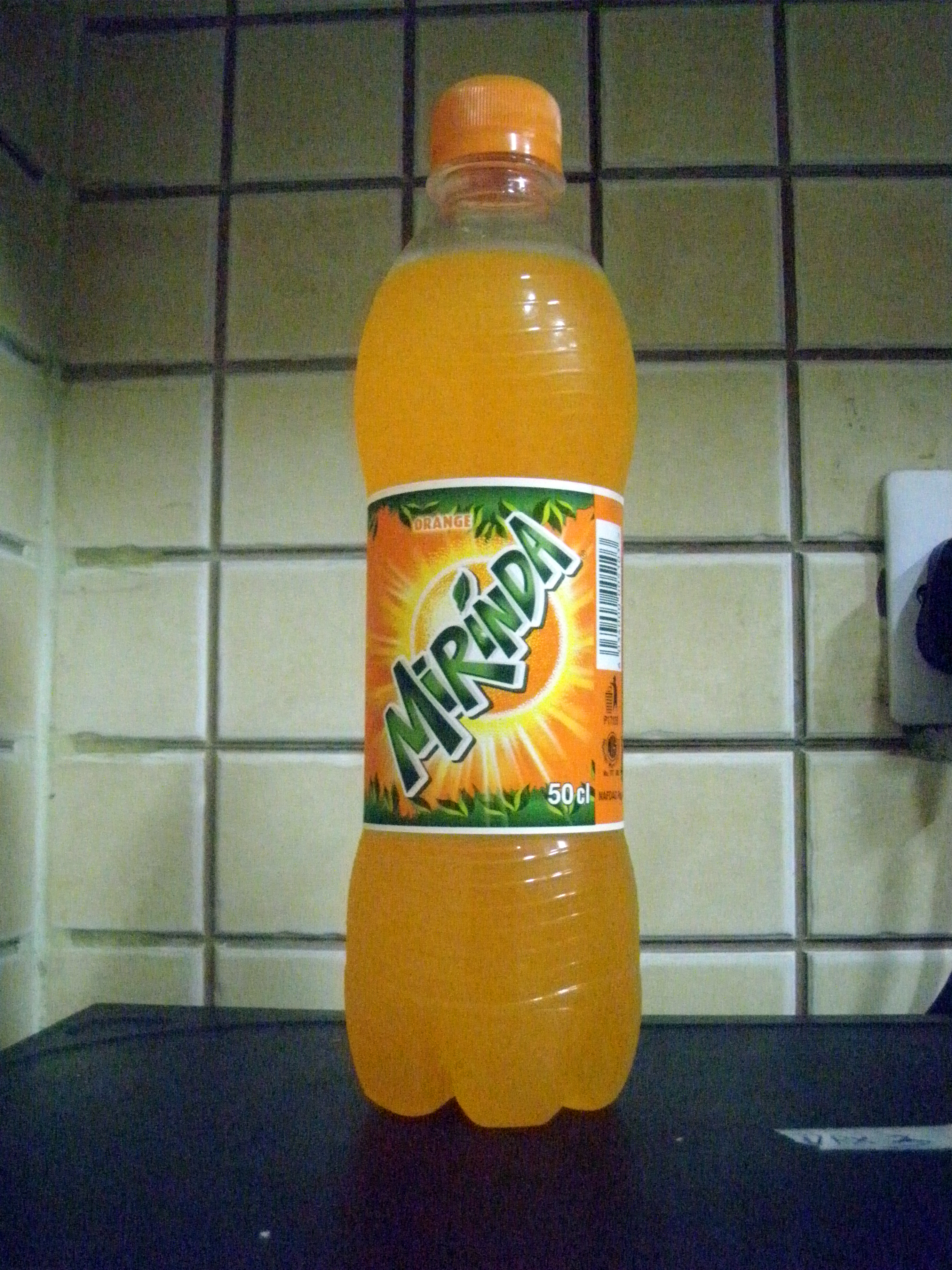
Mirinda z Nigérie

Mirinda je značka nealkoholických nápojů původně vytvořených ve Španělsku, ale s celosvětovou distribucí. Slovo Mirinda znamená v esperantu "obdivuhodné, nádherné". K dispozici je v mnoha příchutích (pomeranč, grapefruit, jablko, jahoda, malina, ananas, banán, marakuja, citron, ibišek, mandarinka a hrozny). Příchuť "citrus" je k dispozici také v některých oblastech blízkého východu. Mirinda je vlastněna společností PepsiCo.

## Historie
- Na trh byla Mirinda uvedena již v roce 1959 a v současnosti je rozšířená asi ve 100 zemích světa.
- Od roku 2005 se v USA Mirinda z velké části prodává pod značkou Soda Twister Tropicana s výjimkou Guamu, kde Pepsi začal prodávat pod značkou Mirinda v roce 2007 (nahrazující Chamorro Punch Orange).